# سالینا (کانزاس)
سالینا (به انگلیسی: Salina) شهری در ایالت کانزاس کشور ایالات متحده آمریکا است که جمعیت آن در سرشماری سال ۲۰۱۰ میلادی، ۴۷٬۷۰۷ نفر بوده‌است.